# Czeriemisskoje (obwód swierdłowski)
Czeriemisskoje (ros. Черемисское) – wieś (sieło) w Rosji, w obwodzie swierdłowskim, w rejonie rieżewskim. W 2010 liczyła 1498 mieszkańców.